# Solera de Gabaldón
Solera de Gabaldon ist eine zentralspanische Gemeinde (municipio) mit 33 Einwohnern (Stand: 2024) im östlichen Zentrum der Provinz Cuenca in der Autonomen Region Kastilien-La Mancha. 

## Lage und Klima
Solera de Gabaldon liegt auf der Westseite des Iberischen Gebirges in einer Höhe von ca. 1045 m. Die Provinzhauptstadt Cuenca befindet sich gut 40 Kilometer (Fahrtstrecke) nordnordwestlich. Das Klima im Winter ist gemäßigt, im Sommer dagegen warm bis heiß. Regen (477 mm/Jahr) fällt das ganze Jahr über.

## Bevölkerungsentwicklung
| Jahr      | 1970 | 1981 | 1991 | 2001 | 2011 | 2021 |
| Einwohner | 224  | 79   | 42   | 47   | 24   | 39   |

## Sehenswürdigkeiten

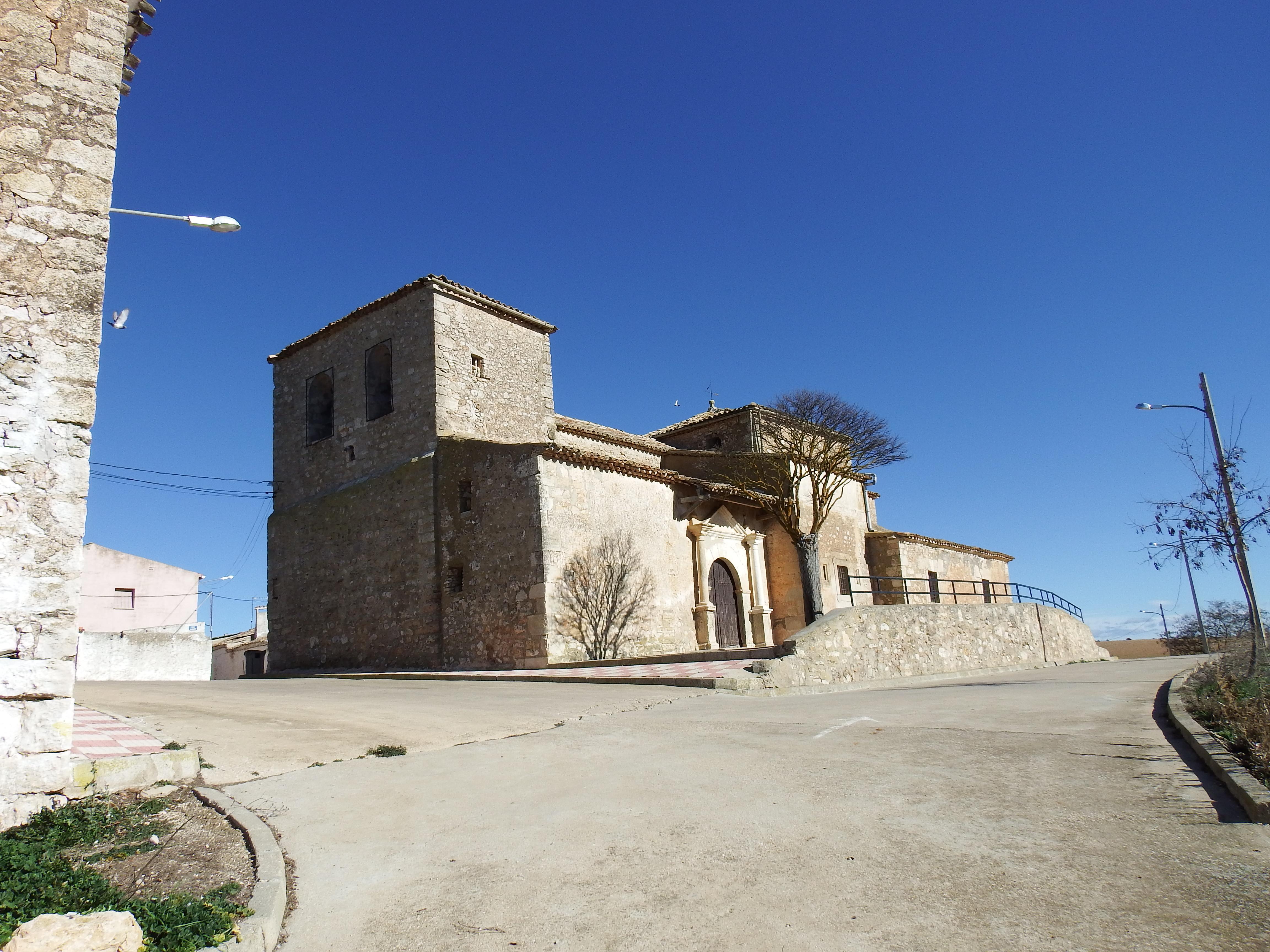
Kirche der Unbefleckten Empfängnis
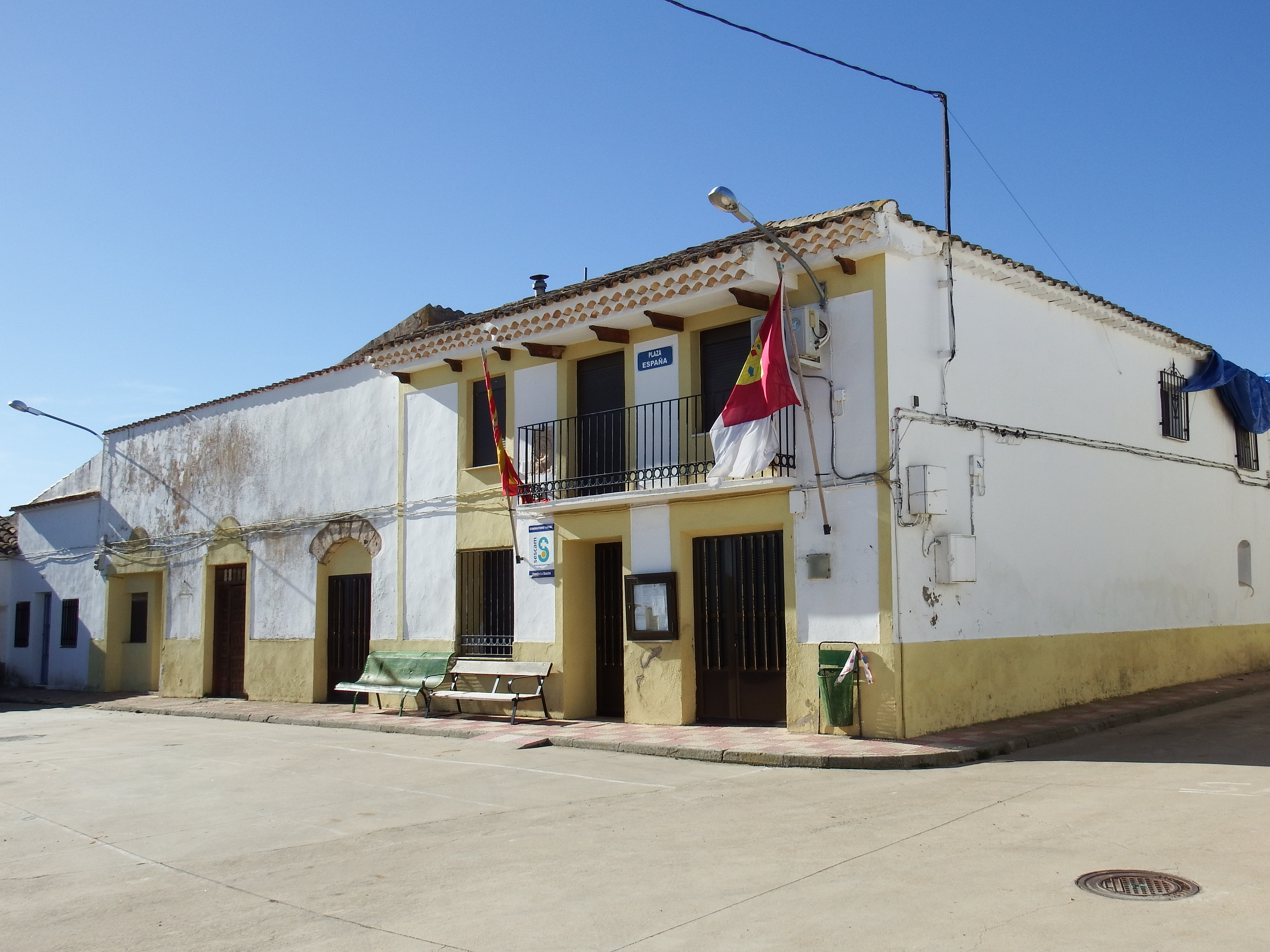
Rathaus

- Kirche der Unbefleckten Empfängnis
- Rathaus